# Joe Addo
Joseph Addo, plus connu sous le nom de Joe Addo (né le 21 septembre 1971 à Accra au Ghana) est un joueur de football international ghanéen, qui évoluait au poste de défenseur, avant de devenir entraîneur.

## Biographie

### Carrière de joueur

#### Carrière en sélection
Avec l'équipe du Ghana, il joue 17 matchs (pour aucun but inscrit) entre 1990 et 2000. Il figure notamment dans le groupe des sélectionnés lors de la CAN de 1996.
Il participe également aux JO de 1996. Lors du tournoi olympique, il joue 4 matchs et atteint le stade des quarts de finale.